# حارثة الثاني
حارثة الثاني هو ثاني ملوك مملكة الأنباط بعد الملك حارثة الأول، بدأ حكمه في 103 قبل الميلاد واستمر حتى 96 قبل الميلاد. كان يعرف باسم (أيروتيموس) وعاصر ملك السلالة الحشمونية الكسندر جانيس التي شكلت سياساته خطرًا على مملكة الأنباط.
بلغت دولة الأنباط في زمن حكمه درجة عالية من القوة؛ واعترف المكابيون بتفوقها العسكري وطلبوا منها المساعدة ضد أعدائهم. أطلق عليه المؤرخ يوسيفوس لقب ملك، ويبدو أن هذا اللقب صار لقبًا رسميًا لحكام الأنباط في ذلك العهد.
حكم حارثة الثاني مملكة الأنباط لمدة أربعة وعشرين عامًا، وفي زمنه ساءت العلاقة بين الأنباط والأسرة الحشمونية اليهودية؛ وكانت الدولة السلوقية في ضعف وانحلال، الأمر الذي أغرى ألكسندر جنايوس ملك الحشمونيين على توسيع نفوذه؛ وكان هدفه الأول مدينة غزة الفلسطينية، وأثناء حصار الكسندر جانيس للمدينة عام 99 قبل الميلاد، استنجد أهالي غزة بملك الأنباط حارثة الثاني الذي وعدهم ولكنه لم يستجب لنجدتهم، مما أدى إلى دمار المدينة.
استغل حارثة الثاني ضعف الأوضاع في مصر والشام فهاجم الأراضي المجاورة التابعة لأملاك الدولتين وحصل على غنائم كثيرة، وهو أول من سك النقود حيث عثر على مسكوكات تحمل الحرف (أي) المنسوبة إليه، وقد عثر حديثا على كمية غير قليلة من العملة البرونزية وفيها نماذج تحمل حرف (ح) بالآرامية إشارة إلى حارثة.
توفي حارثة الثاني عام 95 قبل الميلاد وخلفه على حكم دولة الأنباط أولاده الثلاثة تباعًا وهم عبادة الأول، ورب -إيل الأول، وحارثة الثالث. 

## قائمة ملوك النبط
| الترتيب | الحـــاكــم   | فترة الحكم      |
| ------- | ------------- | --------------- |
| 1       | حارثة الأول   | 169 ق.م-120 ق.م |
| 2       | حارثة الثاني  | 120 ق.م-95 ق.م  |
| 3       | عبادة الأول   | 95 ق.م-88 ق.م   |
| 4       | رب إيل الأول  | 88 ق.م-87 ق.م   |
| 5       | حارثة الثالث  | 87 ق.م-62 ق.م   |
| 6       | عبادة الثاني  | 62 ق.م-59 ق.م   |
| 7       | مالك الأول    | 59 ق.م-30 ق.م   |
| 8       | عبادة الثالث  | 30 ق.م-9 ق.م    |
| 9       | حارثة الرابع  | 9 ق.م-40        |
| 10      | مالك الثاني   | 40-70           |
| 11      | رب إيل الثاني | 70-106          |